# Phylloscopus occipitalis
El mosquitero occipital (Phylloscopus occipitalis) es una especie de ave paseriforme de la familia propia de las montañas de Asia central y el subcontinente indio.

## Descripción
Mide alrededor de 12 cm de largo. El plumaje de sus partes superiores es de color verde oliváceo, y el de sus partes inferiores es blanquecino. Presenta listas superciliares blancas. Se caracteriza por su lista pileal media grisácea, y tener dos listas en las alas.

## Distribución
Es un pájaro migratorio que cría en las montañas de Asia central, y pasa el invierno en los Ghats occidentales y orientales.

## Comportamiento
Suele desplazarse en pequeñas bandadas y puede incorporarse a bandadas mixtas de alimentación.
Anida en cavidades. Su puesta típica es de cuatro huevos.